# Casa de Fuster
La casa de Fuster es una casa nobiliaria de Mallorca con gravamen de nombre y armas que tiene sus orígenes en la reconquista de Mallorca, quedando documentado en el reparto general de las tierras Pelegrín Fuster a quién se le asignó la alquería de Benirocaybo en el término de Montuiri.
Pedro Fuster de Inca en 1285 como representante de aquella villa prestó juramento y Homenaje al rey Don Alfonso III de Aragón

## Personajes Ilustres
- Pelegrín Fuster, fundador de la casa en la isla de Mallorca. Participó en la Conquista de Mallorca junto al rey Jaime I de Aragón (1229).

- Pelayo Fuster, Virrey de Mallorca (1563-1564).

- Felipe Fuster, jurat en cap (en 1566 y en 1572), Virrey de Mallorca (1575-1576).

- Juan Fuster y Zaforteza, consejero del emperador de Austria y mariscal de campo del ejército austríaco.

- Juan Antonio Fuster y Santandreu, senador por designación Real.

- Felipe Fuster y Dezcallar, senador por designación Real.

- Joaquín Fuster y Dezcallar, marino laureado.

- Joaquín María Fuster y Morell, SJ, fundador y primer director del Xavier Institute of Counselling.

- María del Rosario Nadal y Fuster de Puigdórfila, princesa de Preslav.

## Rama principal
Uno de los conquistadores que participaron en la Conquista de la Isla de Mallorca fue Pelegrín Fuster, y en el reparto de las tierras se le asignó la alquería de Benirocaybo, de tres yugadas, en el término de Montuiri.
Pedro Fuster de Inca prestó juramento y homenaje al rey Don Alonso III de Aragón como representante de dicha villa en 1285. 
Felipe Fuster, en 1410, fue jurado de la ciudad y reino de Mallorca por el estamento de ciudadanos.
Bartolomé Fuster, noble y rico caballero, en 1411 tenía varías galeras con las que combatió a los piratas berberiscos en el Mediterráneo. En el año 1434, fue uno de los que participaron en la reñida cuestión sobre nombramiento de clavario. En 1427 y 1444 fue jurado por la clase de ciudadanos militares. En 1426 lo fue Juan Fuster por la misma clase. 
Juan Fuster fue nombrado embajador del reino de Mallorca en la ciudad de Barcelona en el año 1461, para enterarse de la opinión del Principado en el asunto del príncipe de Viana contra su padre, el rey Don Juan de Aragón. En 1466 sirvió al mismo rey Don Juan con un navío propio, lo que propició que, junto a su hermano Felipe, obtuvieran ese mismo año el privilegio perpetuo de caballeros.
En 1467 Pelayo Fuster obtuvo la dignidad política de conseller del reino de Mallorca por la clase noble. 

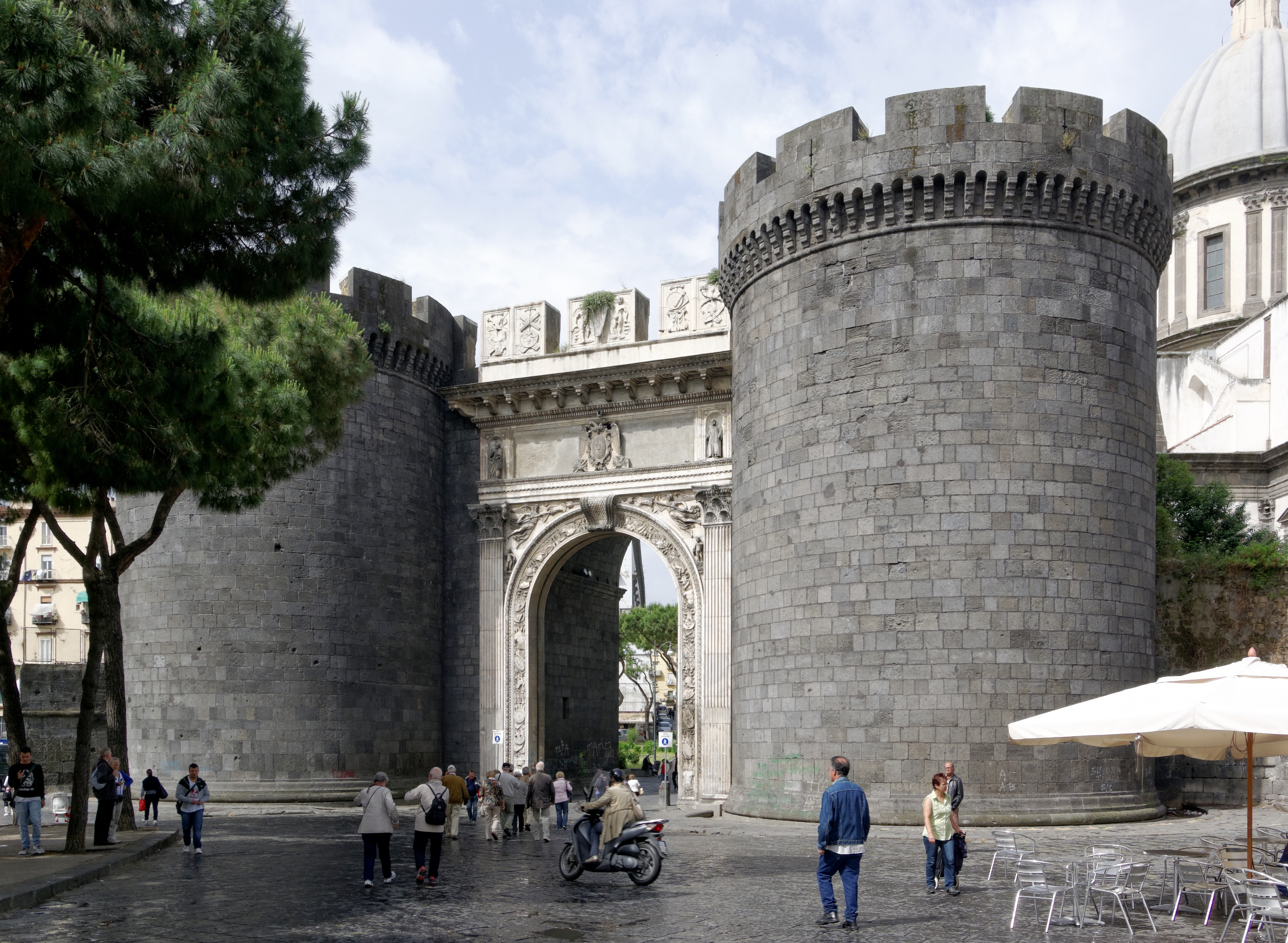
Puerta Capuana de Nápoles. Supuestamente mandada construir por Juan Miguel Fuster y Pax para la llegada del rey Fernando de Aragón a dicha ciudad.

Juan Miguel Fuster sirvió de capitán en las guerras de Granada el año 1485. En 1506 acompañó al rey Fernando el Católico a Nápoles, y en 1518 fue jurado de la ciudad y reino de Mallorca por la clase de caballeros.
Gerónimo Fuster fue en 1506 miembro del Grande y General Consejo de Mallorca.
Pelayo Fuster era en 1522 jurado por el estamento de caballeros. Fue nombrado virrey de Mallorca en los años 1563 y 1564. Junto a su hermano Felipe, fue bárbaramente perseguido por los comuneros. Las hijas de Felipe fueron presas de los comuneros durante muchos meses por haberse escapado. Felipe fue jurado por la clase noble en 1530 y 1544. En 1541 fue uno de los caballeros mallorquines que llevaron las varas del palio del emperador Carlos V desde el muelle de Palma hasta el Real Castillo de la Almudaina. En los años 1575 y 1576 fue nombrado virrey de Mallorca.
En 1541, Juan Antonio Fuster fue uno de los capitanes que acompañaron al emperador Carlos V a la expedición de Argel. Luchó en ella valerosamente, hasta el extremo de fijar por sus propias manos una daga en puerta de dicha ciudad en señal de reto a su gobernador.
Frey Don Gregorio Fuster era en 1545 caballero de la orden de San Juan y capitán de galeras de la misma. Participó en la conquista de Zoara en 1552, y murió gloriosamente en la guerra de los Algarbes.
Pedro Juan Fuster fue miembro del Grande y General Consejo del Reino de Mallorca en 1553.

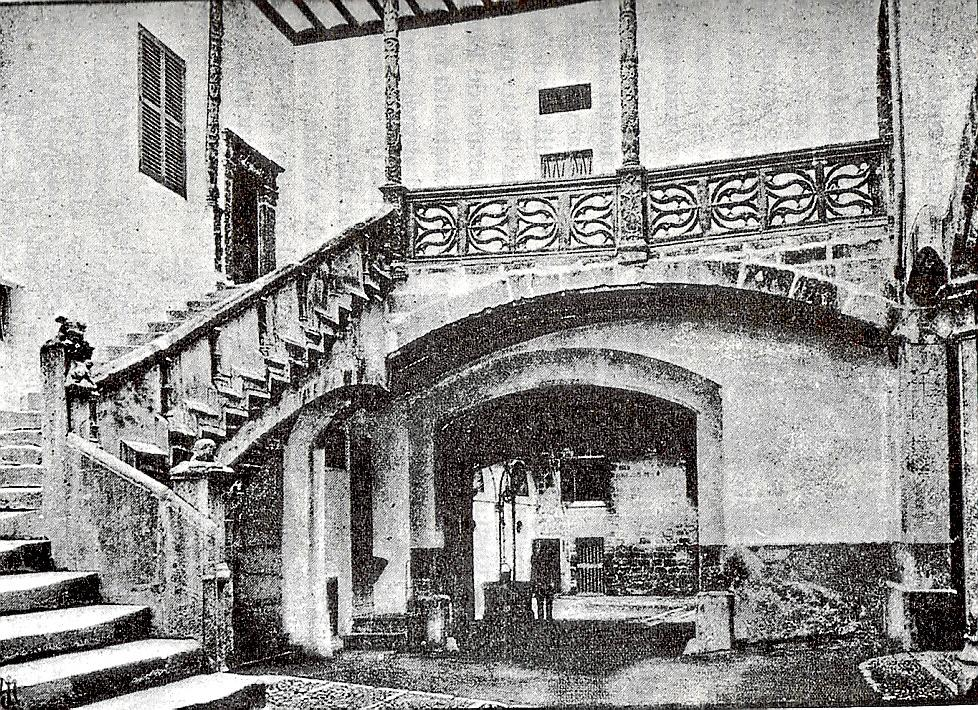
Patio gótico de Sa Posada de S'Estorell, propiedad de los Pax-Fuster en Palma de Mallorca. Este patio fue adquirido y trasladado a Estados Unidos por el empresario norteamericano William Randolph Hearst.

Frey Don Juan Antonio Fuster, caballero de la orden de San Juan, sirvió en 1566 en el Sitio de Malta con extraordinario valor.
Felipe Fuster luchó valientemente en el Saco de Roma y en la Batalla de San Quintín. Siendo capitán de guerra de la villa de Inca, en 1558 murió peleando con los moros en el pinar de Alcudia.
Otro Felipe Fuster, en 1567, fue miembro del Grande y General Consejo por la clase de caballeros. En 1578 fue jurado de la ciudad y reino de Mallorca por la misma clase. En 1582 era virrey y capitán general de Mallorca.
Frey Don Juan Antonio Fuster, caballero de la Orden de San Juan de Malta, era capitán de una galera de la misma en 1584.
Don Juan Odón Fuster murió el 4 de noviembre de 1586 siendo jurado por la clase noble.
Don Juan y don Pedro Fuster también fueron caballeros sanjuanistas y sirvieron en Malta en 1626.
Don Juan Antonio Fuster, caballero de Calatrava, por merced de 2 de junio de 1631, obtuvo título perpetuo de caballero. En 1635 levantó una compañía, y junto a otra perteneciente a su hermano don Felipe, caballero de la Orden de San Juan, sirvieron en la conquista de las islas de San Honorato y Santa Margarita.
Pedro Juan Fuster fue uno de los capitanes del ejército de Felipe IV que sirvieron con valor en las guerras de Cataluña, hallándose en 1641 en el Socorro de Tarragona. Don Miguel Juan Fuster y don Jaime Fuster eran en estos años caballeros de la Orden de San Juan, y don Alberto Fuster de la Orden de Calatrava.
Don Juan Fuster y Zaforteza, caballero de Malta, fue Consejero del emperador de Austria y capitán de su escuadra. Murió siendo mariscal de campo del ejército austríaco el 16 de marzo de 1750.
Don Felipe Fuster y Villalonga, en 1764 fue nombrado subteniente de granaderos del segundo Batallón de Mallorca, con la creación de los cuerpos de Provinciales. Estuvo casado con doña Francisca Santandreu y Dureta, y por este matrimonio unió a los mayorazgos de Fuster y Nadal, que ya poseía, los de aquellas dos familias, a las que había heredado su esposa.
Don Joaquín Fuster y Sdantandreu, capitán de infantería, fue recibido caballero de la Orden de San Juan el 7 de octubre de 1779.
Don Felipe Fuster y Santandreu, capitán de infantería graduado teniente coronel, murió en 1811 defendiendo con su sola compañía la ciudad de Tarragona contra la invasión francesa.
Don Gaspar Fuster y Santandreu entró a servir en la Real Armada. Luchó en la Guerra de la Independencia hasta que murió gloriosamente en el primer Sitio de Zaragoza, como otros muchos españoles orgullo de su patria y honra de su familia.
Don Juan Antonio Fuster y Santandreu fue sujeto verdaderamente apreciable por sus virtudes. Prestó importantes servicios a la patria, desempeñó los principales cargos públicos y en 1838 fue nombrado por el rey Fernando VII senador del reino. Sus hijos Guillermo y Juan Antonio sirvieron en el Real Cuerpo de Guardias como sub-brigadier y capitán de caballería respectivamente.
Don Joaquín y don Jorge Fuster y Dezcallar, también hijos de Don Juan Antonio, fueron tenientes de navío de la Real Armada, siendo don Joaquín condecorado por dos veces con la Cruz Laureada de San Fernando, y don Jorge con la Cruz de la Real Marina.
Su otro hermano, don Felipe Fuster y Dezcallar, caballero de la Real Maestranza de Caballería de Sevilla, fue jefe de la casa de la familia Fuster, poseyendo las propiedades y, además del mayorazgo de Fuster, los mayorazgos y vínculos de las casas de Nadal, Gili, Santandreu, Moranta, Angelats y Dureta.

## Ramas secundarias

### Pax-Fuster
Hubo otra rama de esta familia, los Pax-Fuster (también conocida como Fuster de Salas o Fuster del Estorell), a la que han sucedido los  por casa de Salas, la casa de Veri y la de la Romana, y los   Togores por doña Juana Fuster que casó con don Miguel Juan de Togores y San Martí, conde de Ayamans.

### Fuster de Puigdorfila
Don Joaquín Fuster y Santandreu casó con Ana de Puigdorfila y Brondo, le sucecío en el vínculo de la familia de Puigdorfila con gravámen de nombre y armas su hijo Felipe Fuster y Puigdorfila, consejero provincial y diputado en Cortes.

## Heráldica

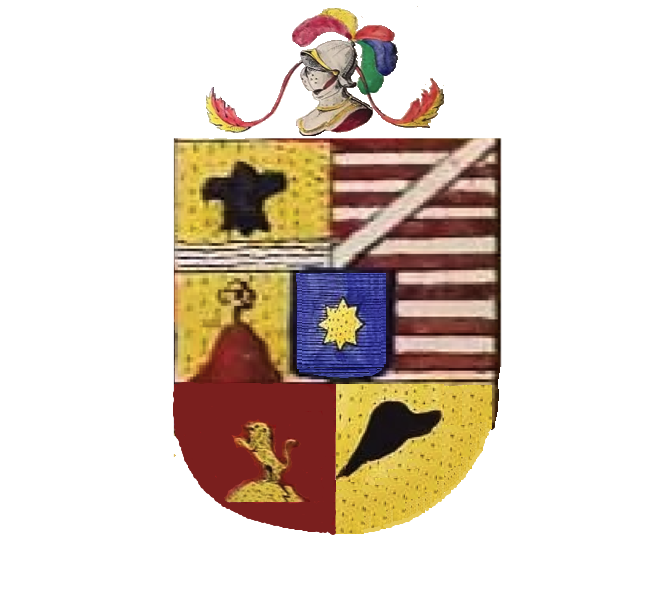
Escudo de armas de Juan Antonio Fuster y Santandreu, con las de Fuster en escusón superpuestas a los vínculos y mayorazgos con gravamen de nombre y armas.
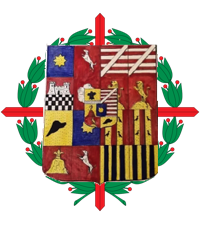
Escudo de Joaquín Fuster y Dezcallar, con la Cruz Laureada de San Fernando
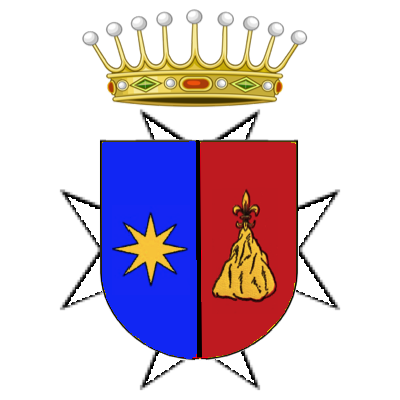
Escudo del XII conde de Olocau, Joaquín Fuster de Puigdorfila.
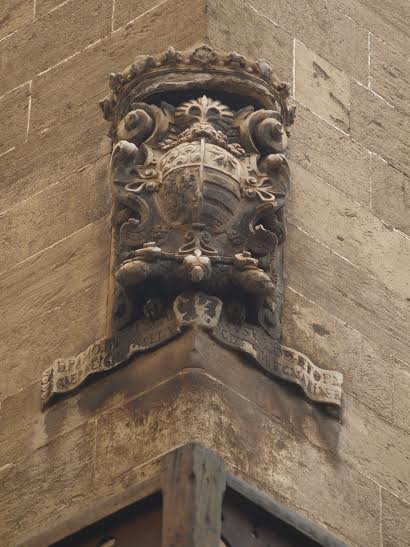
Escudo Fuster en el segundo cuartel del blasón de Can Formiguera, Palma de Mallorca. Aparece junto a los escudos de las familias Burgues y Zaforteza.
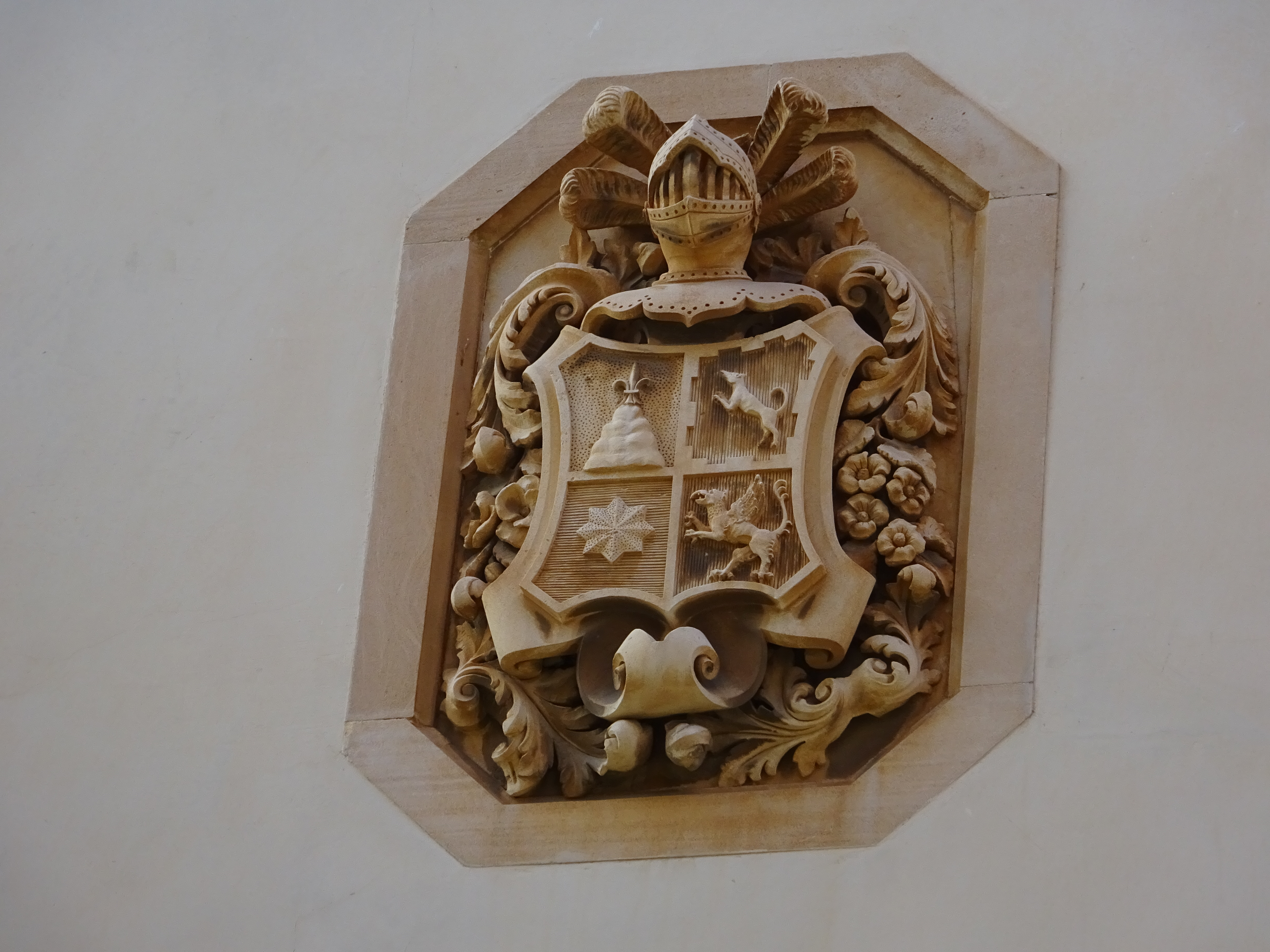
Escudo Fuster en el tercer cuartel de un blasón en una casa de la villa de Alcúdia, junto a los escudos de Puigdorfila, Dezcallar y Togores
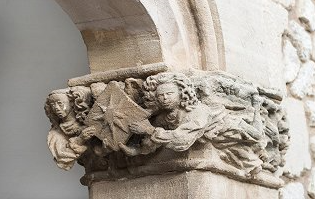
Escudo de los Fuster en la finca Biniatzar

### Diccionario Biográfico Español
- Juan Vidal, Josep.  Real Academia de la Historia, ed. «Pelayo Fuster» (Web). Madrid. Consultado el 27 de septiembre de 2023. «Fuster, Pelai. Mallorca, p. m. s. XVI – ?, 1.I.1566. Caballero, virrey interino de Mallorca.»
- Juan Vidal, Josep.  Real Academia de la Historia, ed. «Felip Fuster» (Web). Madrid. Consultado el 27 de septiembre de 2023. «Fuster, Felip. Mallorca, p. m. s. XVI – s. m. s. XVI. Virrey interino de Mallorca.»
- Juan Vidal, Josep.  Real Academia de la Historia, ed. «Ramón Zaforteza y Pacs-Fuster» (Web). Palma. Consultado el 27 de septiembre de 2023. «Conde de Santa María de Formiguera (II). El Comte Mal. Palma de Mallorca (Islas Baleares), 15.VIII.1627 – 15.X.1694. Militar, procurador real y virrey interino del Reino de Mallorca.»
- de Ceballos-Escalera y Gila, Vizconde de Ayala, Alfonso.  Real Academia de la Historia, ed. «Joaquín Fuster Dezcallar» (Web). Madrid. Consultado el 27 de septiembre de 2023. «Fuster Dezcallar, Joaquín. Palma de Mallorca (Islas Baleares), 4.XI.1816 – 8.III.1888. Marino laureado.»

### Publicaciones
- Oliver Moragues, Manuel (2000). «La Orden de Malta, Mallorca y el Mediterráneo». Consell de Mallorca.
- Médel, Rámon (2018). El Blasón Español Ó La Ciencia Heráldica: Escudos de Armas de Los Diferentes Reinos En Que Se Ha Dividido España Y de Las Familias Nobles de la Misma.. Wentworth Press. p. 254. ISBN 9780341238522. Consultado el 14 de abril de 2019.
- Bover, Joaquín Maria (1830). Nobiliario Mallorquín.. Palma: Imprenta de Pedro Jose Gelabert. p. 187. Consultado el 27 de abril de 2019. «Armas: armas de Fuster, cruz de ocho puntas en oro sobre campo de azur. (Escudo nº176)».
- Piferrer, Francisco (1859). Nobiliario de los reinos y señoríos de España (Volumen 3) (Redacción calle del Colmillo edición). Depositado en la Universidad Complutense de Madrid. Consultado el 6 de abril de 2020. «'».
- Barceló Crespí, Maria (1999).  Universidad de las Islas Baleares, ed. Espanyols i Pacs poder i cultura a la Mallorca del segle XV (en cat). Palma. p. 171. ISBN 9788476325360. Consultado el 25 de marzo de 2023.
- Bover, Jose Mª (1847). Varones ilustres de Mallorca. Palma: Imprenta de Pedro José Gelabert. pp. 357-360. Consultado el 16 de abril de 2019.
- Ribas de Pina, M. (1929). «La Nobleza Mallorquina en la Orden de Malta». Bolletí de la Societat Arqueológica Luliana (581). ISSN 0212-7458.